# Franz Kraus
Franz Kraus (Monaco di Baviera, 27 settembre 1903 – Cracovia, 24 gennaio 1948) è stato un militare tedesco, SS-Sturmbannführer e comandante amministrativo di diversi campi di concentramento.

## Biografia
Dopo aver frequentato la scuola elementare, Kraus completò un apprendistato come commerciante di alcolici. Nel 1925 iniziò un'attività in proprio, alla quale dovette rinunciare nuovamente nel 1931.

### Carriera
Kraus si unì al partito nazista il 1º gennaio 1931, numero 405.816, e alle SS il 2 novembre 1931, numero 16.299. Dall'inizio di gennaio 1932, Kraus fu impiegato a tempo pieno presso l'ufficio contabile del fondo di soccorso NSDAP nella Braunes Haus di Monaco. Dall'agosto 1932 iniziò l'attività amministrativa durante una rivolta delle SS.
Dopo che i nazisti salirono al potere, Kraus ricoprì la carica di comandante amministrativo in diversi campi di concentramento: Esterwegen (luglio 1934-dicembre 1934), Lichtenburg (dicembre 1934-marzo 1936), Columbia (aprile 1936-novembre 1936). Kraus fu poi anche comandante amministrativo di Sachsenhausen fino alla fine di ottobre 1939. Dal 1º novembre 1939 al 1º ottobre 1941 fu a capo dell'amministrazione presso l'Ispettorato dei campi di concentramento.
Dall'inizio di ottobre 1941 diresse l'ispezione economica delle Waffen-SS nell'area della Russia centrale dove fu poi impiegato nel settore economico delle SS. A Breslavia diresse rispettivamente il campo militare e il principale campo economico delle Waffen-SS. Kraus vi lavorò dal dicembre 1944 al gennaio 1945 allo scopo di liquidare il campo di concentramento di Auschwitz. Fu trasferito da Breslavia al campo di concentramento di Auschwitz nel dicembre 1944, probabilmente dal SS- und Polizeiführer Ernst-Heinrich Schmauser, con lo scopo di organizzare la liquidazione del campo come incaricato speciale. 
Insieme ad altri ufficiali delle SS, Kraus guidò le colonne di prigionieri dal campo di concentramento di Auschwitz, nell'ambito dell'evacuazione del campo. Il 20 gennaio 1945 Schmauser diede a Kraus l'ordine di uccidere i prigionieri che non erano stati ancora evacuati. Kraus in seguito dichiarò in tribunale di aver già lasciato il campo il 21 gennaio 1945 e di essersi opposto all'ordine. Secondo le testimonianze dei prigionieri sopravvissuti, Kraus rimase nel campo di concentramento di Auschwitz fino al 25 gennaio 1945 e guidò un gruppo di ufficiali delle SS per ispezionare il campo dopo il 20 gennaio 1945. Inoltre, sembra che Kraus abbia ordinato di distruggere gli ultimi crematori e abbia sparato lui stesso a diversi prigionieri ad Auschwitz-Birkenau. Dopo la sua partenza, guidò l'ufficio di collegamento di Auschwitz a Zittau fino al 17 febbraio 1945. Lo scopo di questo ufficio era quello di organizzare il trasferimento delle guardie delle SS di Auschwitz e probabilmente dei prigionieri di Auschwitz in altri campi di concentramento non messi in pericolo dalla guerra.
Nel processo di Auschwitz a Cracovia, Kraus fu condannato a morte dal Tribunale nazionale supremo polacco il 22 dicembre 1947 e impiccato poche settimane dopo.